# Reuthe
Reuthe é um município da Áustria, situado no distrito de Bregenz, no estado de Vorarlberg. Tem 10,22 km² de área e sua população em 2019 foi estimada em 659 habitantes.